# Aleiodes brevicellula
Aleiodes brevicellula är en stekelart som beskrevs av Fortier 2006. Aleiodes brevicellula ingår i släktet Aleiodes och familjen bracksteklar. Inga underarter finns listade i Catalogue of Life.